# Abdon Batista
Abdon Batista o Abdon Baptista (Salvador, 30 de julio de 1852 - Joinville, 15 de marzo de 1922) fue un médico, periodista y político brasileño. Ocupó varios cargos políticos como el de presidente interino de la provincia de Santa Catarina, alcalde de Joinville, senador federal por el estado de Santa Catarina, diputado estadual y provincial de Santa Catarina.